# Italienzug

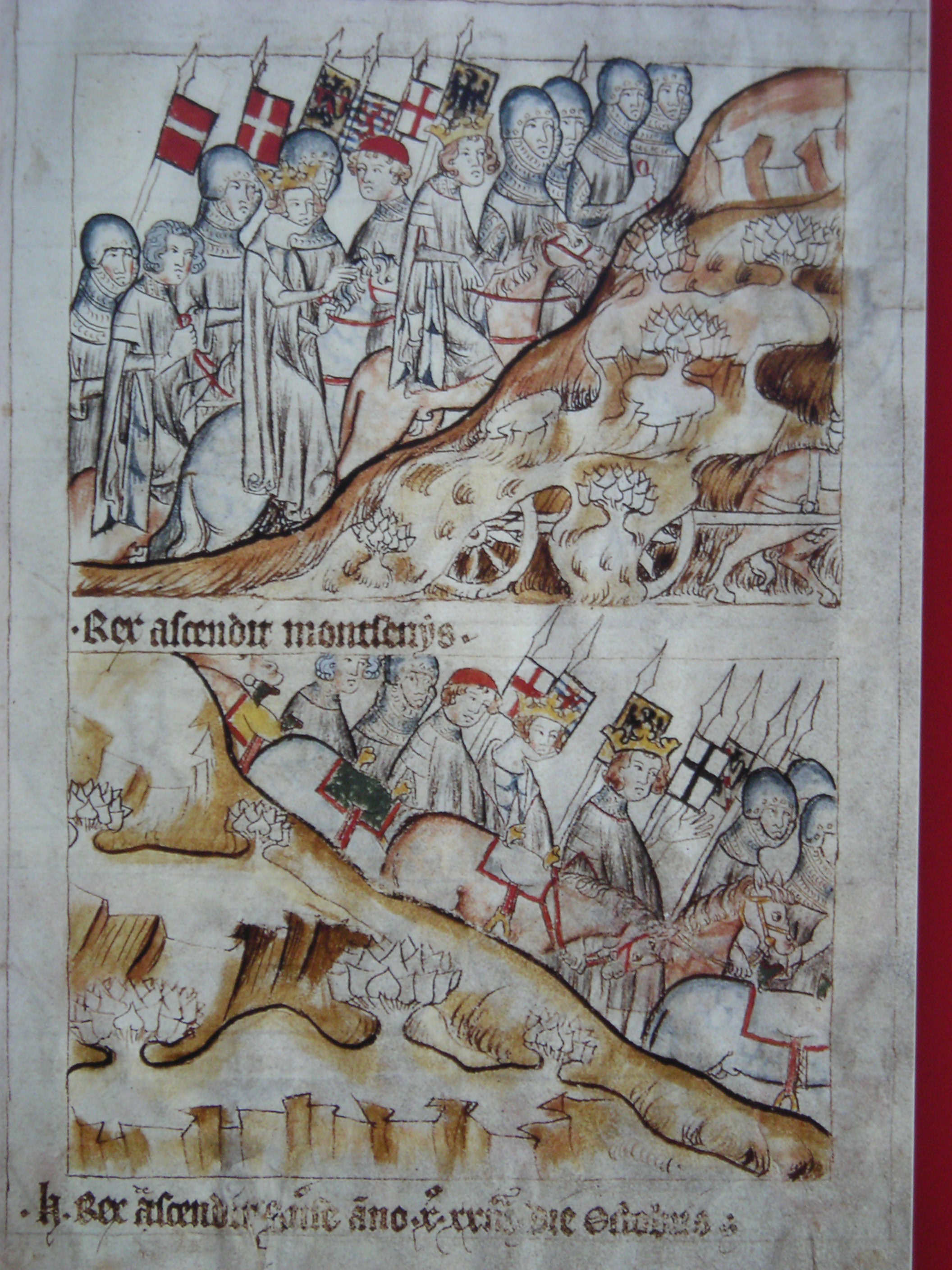
Kaiser Heinrichs Romfahrt: Heinrich VII. überschreitet den Mont Cenis im Oktober 1310. Bilderchronik des Kurfürsten Balduin von Trier, Trier um 1340. (Koblenz, Landeshauptarchiv, Bestand 1 C 1, fol. 7)

Als Italienzug (oft auch Romfahrt oder Romzug) werden in der historischen Forschung die Heerfahrten der fränkischen und später der römisch-deutschen Könige und Kaiser nach Italien bezeichnet. Diese Unternehmungen konnten zu einem mehrjährigen Aufenthalt in Reichsitalien führen. Die allgemeine Politik wird als Italienpolitik bezeichnet. Der erste Zug eines Herrschers hatte in der Regel die Kaiserkrönung durch den Papst in Rom zum Ziel (daher oft die Bezeichnung Romfahrt oder Romzug). Dieser ging teilweise die Krönung zum König von Italien voraus.
Daneben dienten die Italienzüge der Sicherung der Reichsherrschaft, Wahrung der kaiserlichen Rechtsansprüche und der Nutzung der beachtlichen finanziellen Ressourcen, über die die reichsitalienischen Kommunen verfügten. Aufgrund der hohen Wirtschaftskraft Reichsitaliens waren die dort zu erzielenden Einkünfte ungleich höher als im nordalpinen deutschen Reichsteil. Nicht selten waren die Züge von kriegerischen Auseinandersetzungen zwischen dem König bzw. Kaiser sowie dessen Unterstützern und Gegnern unter den Kommunen und Fürsten Italiens begleitet (siehe auch Ghibellinen und Guelfen). Hierbei waren die Konfliktlinien deutlich komplexer als die durch die nationalen Deutungen des 19. und 20. Jahrhunderts geprägten Vorstellungen eines Grundgegensatzes zwischen dem Kaiser und den Städten Italiens. Die Konkurrenz der hoch- und spätmittelalterlichen Kommunen bzw. Signorien untereinander sorgte dafür, dass diese sich in durchaus wechselnden Konstellationen für eine Unterstützung des Reichsoberhaupts oder eben von dessen Gegnern entschieden.
Allerdings war die Reichsherrschaft in Reichsitalien während des Mittelalters relativ schwach ausgeprägt, da die römisch-deutschen Kaiser über keine ausreichende Verwaltungsstruktur verfügten und die effektive Wahrnehmung von Reichsansprüchen gegenüber den Kommunen die Anwesenheit des Kaisers erforderten. Die daraus resultierende persönliche Anwesenheit des Herrschers führte zu einer erhöhten Anzahl von Beurkundungen für italienische Empfänger. Formal bekleidete der Erzbischof von Köln die Würde des Erzkanzlers für Italien, doch verlor das Amt im 13. Jahrhundert an politischer Bedeutung.
Nach einer These der deutschen Mediävistin Marie-Luise Favreau-Lilie ging mit dem 15. Jahrhundert ein struktureller Wandel innerhalb des Charakters der Romzüge einher. Sie verloren ihre stark militärisch geprägte Ausrichtung. Neuere Forschungsarbeiten fragen nicht mehr in einseitiger Nord-Süd-Richtung nach den Einflüssen der Herrscher in Italien, sondern das Handeln der ostfränkisch-deutschen Könige und Kaiser erscheint „als das Resultat eines komplexen Wechselspiels der Kräfte, in dem die Herrscher je nur ein Akteur unter vielen waren“.
Aus der Pflicht der Reichsstände zur Heeresfolge als Vasallen leitet sich der Römermonat ab, der das abzustellende Truppenkontingent und den dafür aufzubringenden Sold als in den Reichsmatrikeln festgehaltenen Berechnungsgrundlage für Steuern im Heiliges Römisches Reich bestimmte.